# Le Larderet
Le Larderet är en kommun i departementet Jura i regionen Bourgogne-Franche-Comté i östra Frankrike. Kommunen ligger i kantonen Champagnole som tillhör arrondissementet Lons-le-Saunier. År 2022 hade Le Larderet 50 invånare.

## Befolkningsutveckling
Antalet invånare i kommunen Le Larderet
Referens:INSEE